# Em Bryant
Emmette "Em" Bryant (Chicago, Illinois, 4 de noviembre de 1938) es un exjugador de baloncesto estadounidense que disputó ocho temporadas en la NBA. Con 1,85 metros de estatura, jugaba en la posición de base.

## Trayectoria deportiva

### Universidad
Tras cumplir con el servicio militar, Bryant jugó un año en el Junior College de Crane, promediando 36 puntos por partido, haciendo que se fijasen en él los ojeadores de los Blue Demons de la Universidad DePaul, donde en su primer año batió todos los récords para un novato hasta que Mark Aguirre llegara en 1978. Se licenció en educación física.

### Profesional
Fue elegido en la quincuagésimo tercera posición del Draft de la NBA de 1964 por New York Knicks, donde jugó durante cuatro temporadas como base suplente, siendo la más destacada la 1966-67, en la que promedió 8,7 puntos y 4,3 rebotes por partido.
En 1968 se produjo un Draft de Expansión por la llegada de nuevos equipos a la liga, siendo elegido por los Phoenix Suns, quienes lo traspasaron a Boston Celtics a cambio de una futura segunda ronda del draft. en su primera temporada en el equipo ganó su único anillo de campeón de la NBA tras derrotar a Los Angeles Lakers en las Finales, siendo decisivo en el séptimo y definitivo partido, en el que consiguió 20 puntos. Acabó la temporada promediando 11,0 puntos y 4,9 rebotes en los playoffs, prácticamente duplicando sus cifras de la temporada regular.
Jugó una temporada más en los Celtics, en la que ni siquiera se clasificaron para disputar los playoffs, entrando al año siguiente nuevamente en un Draft de Expansión, en el cual fue elegido por los Buffalo Braves. Su primera temporada en su nuevo equipo fue la mejor de toda su carrera a nivel estadístico, promediando 10,0 puntos y 4,8 asistencias por partido. Al término de la siguiente temporada fue despedido, retirándose definitivamente.

## Estadísticas de su carrera en la NBA

### Temporada regular
| Temporada | Edad | Equipo          | Liga | P   | TIT | MIN  | TC  | TCA | %TC  | 3P | 3PA | %3P | TL  | TLA | %TL  | R.OF. | R.DEF. | REB | ASIS | ROB | TAP | PER | FP  | PTS  |
| 1964-65   | 26   | New York Knicks | NBA  | 77  |     | 17.3 | 1.9 | 5.7 | .333 |    |     |     | 1.1 | 1.7 | .654 |       |        | 2.2 | 2.2  |     |     |     | 2.8 | 4.9  |
| 1965-66   | 27   | New York Knicks | NBA  | 71  |     | 16.8 | 3.0 | 6.3 | .472 |    |     |     | 1.0 | 1.4 | .733 |       |        | 2.4 | 3.0  |     |     |     | 3.0 | 7.0  |
| 1966-67   | 28   | New York Knicks | NBA  | 63  |     | 25.3 | 3.7 | 9.2 | .409 |    |     |     | 1.2 | 1.8 | .649 |       |        | 4.3 | 3.5  |     |     |     | 3.7 | 8.7  |
| 1967-68   | 29   | New York Knicks | NBA  | 77  |     | 12.6 | 1.5 | 3.8 | .385 |    |     |     | 0.8 | 1.1 | .686 |       |        | 1.7 | 1.7  |     |     |     | 2.2 | 3.7  |
| 1968-69   | 30   | Boston Celtics  | NBA  | 80  |     | 17.4 | 2.5 | 6.1 | .404 |    |     |     | 0.8 | 1.3 | .650 |       |        | 2.4 | 2.2  |     |     |     | 3.3 | 5.7  |
| 1969-70   | 31   | Boston Celtics  | NBA  | 71  |     | 22.8 | 3.0 | 7.3 | .404 |    |     |     | 1.9 | 2.5 | .746 |       |        | 3.8 | 3.3  |     |     |     | 2.8 | 7.8  |
| 1970-71   | 32   | Buffalo Braves  | NBA  | 73  |     | 29.3 | 3.9 | 9.4 | .421 |    |     |     | 2.1 | 2.8 | .744 |       |        | 3.6 | 4.8  |     |     |     | 3.6 | 10.0 |
| 1971-72   | 33   | Buffalo Braves  | NBA  | 54  |     | 22.6 | 1.9 | 4.1 | .459 |    |     |     | 1.4 | 2.3 | .600 |       |        | 2.4 | 3.8  |     |     |     | 3.1 | 5.1  |
| Total     |      |                 | NBA  | 566 |     | 20.2 | 2.7 | 6.5 | .410 |    |     |     | 1.3 | 1.8 | .690 |       |        | 2.8 | 3.0  |     |     |     | 3.1 | 6.6  |

### Playoffs
| Temporada | Edad | Equipo          | Liga | P  | MIN | TCA | TC  | 3PA | 3P | TLA | TL | R.OF. | REB | ASIS | ROB | TAP | PER | FP  | PTS | %TC  | %3P | %FT   | MIN  | PTS  | REB | AST |
| 1966-67   | 28   | New York Knicks | NBA  | 4  | 76  | 5   | 21  |     |    | 11  | 11 |       | 9   | 9    |     |     |     | 16  | 21  | .238 |     | 1.000 | 19.0 | 5.3  | 2.3 | 2.3 |
| 1967-68   | 29   | New York Knicks | NBA  | 5  | 75  | 4   | 13  |     |    | 4   | 5  |       | 14  | 7    |     |     |     | 13  | 12  | .308 |     | .800  | 15.0 | 2.4  | 2.8 | 1.4 |
| 1968-69   | 30   | Boston Celtics  | NBA  | 18 | 607 | 79  | 193 |     |    | 40  | 53 |       | 88  | 54   |     |     |     | 75  | 198 | .409 |     | .755  | 33.7 | 11.0 | 4.9 | 3.0 |
| Total     |      |                 | NBA  | 27 | 758 | 88  | 227 |     |    | 55  | 69 |       | 111 | 70   |     |     |     | 104 | 231 | .388 |     | .797  | 28.1 | 8.6  | 4.1 | 2.6 |